# 雅尔丁-迪安吉科斯
雅尔丁-迪安吉科斯是巴西北大河州的一个市镇。总面积254.045平方公里，总人口2841人，人口密度11.2人/平方公里。